# Krusemark (Hohenberg-Krusemark)
Krusemark ist ein Wohnplatz im Ortsteil Hohenberg-Krusemark der Gemeinde Hohenberg-Krusemark im Landkreis Stendal, Sachsen-Anhalt.

## Geografie
Krusemark, ein Straßendorf mit außerhalb gelegener Kirche, der südliche Teil des Ortsteils Hohenberg-Krusemark in der gleichnamigen Gemeinde, liegt etwa 15 Kilometer südöstlich von Osterburg (Altmark) am Balsamgraben in der Altmark.
Nachbarorte sind Bertkow im Westen, Hohenberg im Norden, Klein Ellingen im Osten und Groß Ellingen im Südosten.

## Geschichte

### Mittelalter bis Neuzeit
Die erste Erwähnung des Ortes stammt aus dem Jahre 1209 als in Crusemarke, als von Markgraf Albrecht dem Domstift in Stendal der Besitz einer Hufe Landes im Dorf bestätigt wurde. Weitere Nennungen sind 1334 in villa krusmark, 1542 Krusemark und 1687 Krusemarck. Ende des 19. Jahrhunderts existierte im Dorf eine Zuckerfabrik.
Die von Hermes und Weigelt angegebene Ersterwähnung aus dem Jahre 1190 lässt sich mangels Quellenangabe nicht überprüfen.

### Eingemeindungen
Am 17. Oktober 1928 erfolgte die Zusammenlegung des Gutsbezirkes Krusemark mit dem Gutsbezirk Hohenberg und den Landgemeinden Krusemark und Hohenberg zu einer Landgemeinde Hohenberg-Krusemark.
Krusemark wurde anschließend nur noch als Wohnplatz in Verzeichnissen geführt.

#### Einwohnerentwicklung
| Jahr | Dorf | Gut |
| ---- | ---- | --- |
| 1734 | 097  | -   |
| 1772 | 093  | -   |
| 1790 | 150  | -   |
| 1798 | 134  | 24  |
| 1801 | 145  | -   |

| Jahr | Gemeinde | Gutsbezirk |
| ---- | -------- | ---------- |
| 1818 | 196      | -          |
| 1840 | 243      | -          |
| 1864 | 334      | 298        |
| 1871 | 305      | 214        |
| 1885 | 264      | 106        |

| Jahr | Gemeinde | Gutsbezirk |
| ---- | -------- | ---------- |
| 1892 | [0]460   | -          |
| 1895 | 268      | 127        |
| 1900 | [0]397   | -          |
| 1905 | 262      | 099        |
| 1910 | [0]410   | -          |

Quelle, wenn nicht angegeben, bis 1905:

## Religion
Die evangelische Kirchengemeinde Krusemark, die früher zur Pfarrei Krusemark gehörte, ist heute Teil des Kirchspiels Krusemark-Goldbeck und wird betreut vom Pfarrbereich Klein Schwechten des Kirchenkreises Stendal im Propstsprengel Stendal-Magdeburg der Evangelischen Kirche in Mitteldeutschland.
Die ältesten überlieferten Kirchenbücher für Krusemark stammen aus dem Jahre 1666.

## Kultur und Sehenswürdigkeiten

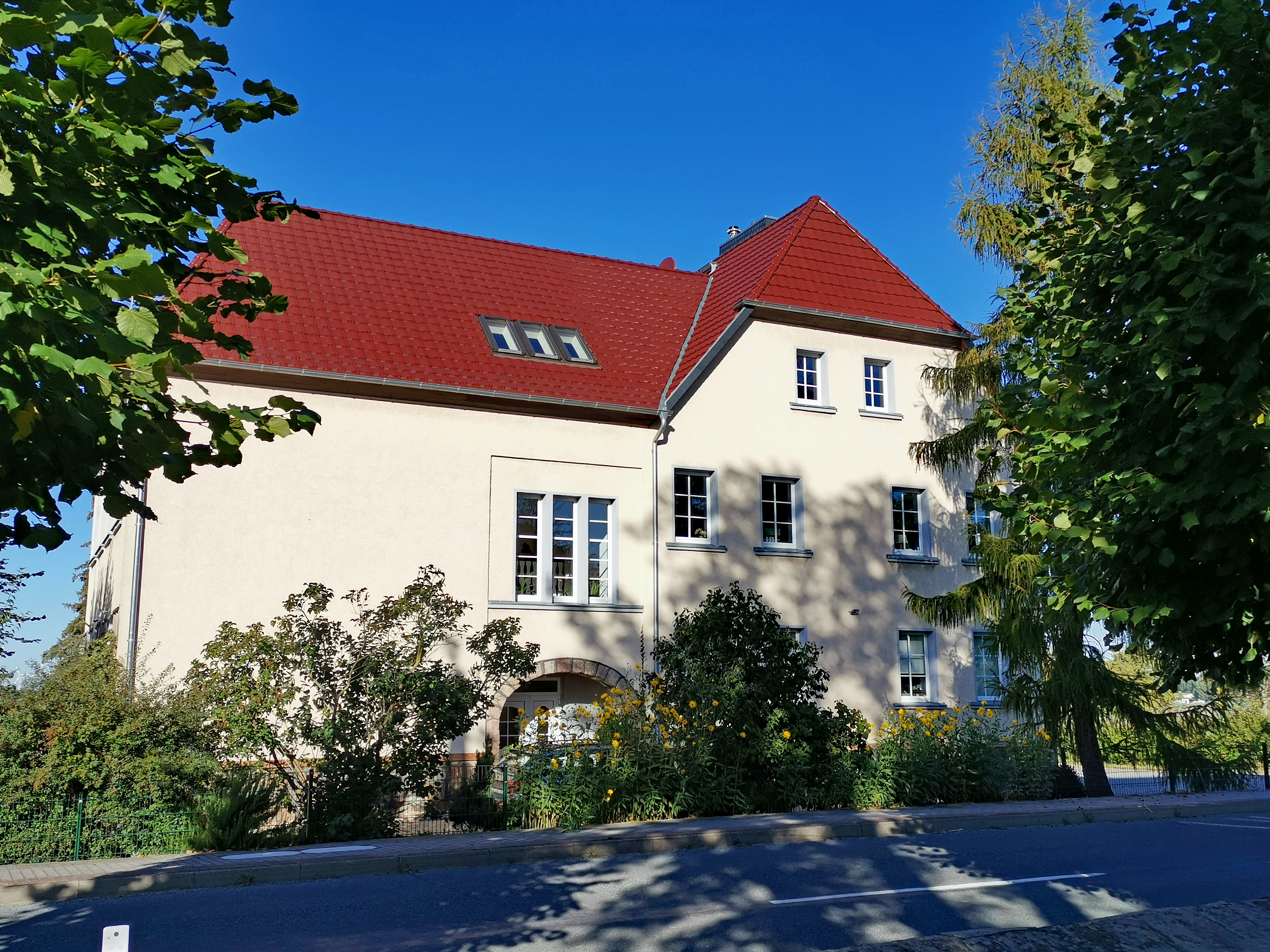
Ehemalige Grundschule

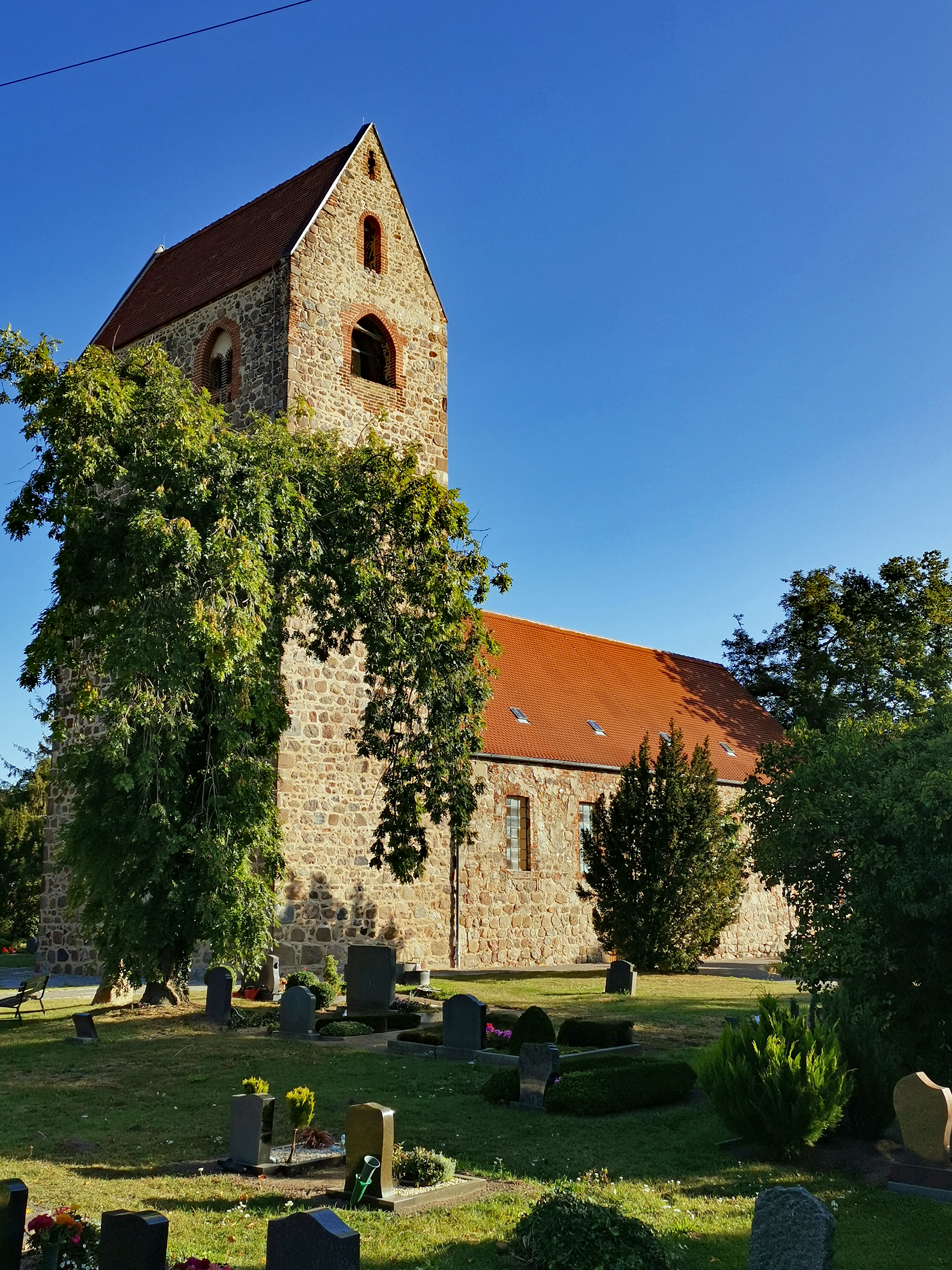
Evangelische Dorfkirche Krusemark

- Die evangelische Dorfkirche Krusemark ist ein Feldsteinbau aus der zweiten Hälfte des 12. Jahrhunderts. Eine Glocke stammt vom niederländischen Glockengießer Gerhard Wou de Camp.[13]
- Auf dem Kirchhof befindet sich der Ortsfriedhof.
- Am westlichen Ortsausgang in Krusemark steht ein Denkmal für die Gefallenen des Ersten und Zweiten Weltkrieges, Steinplatten mit Namenstafeln aus Metall.[14]
- Gegenüber der Kirche steht die ehemalige Grundschule.[15]

## Sage – Die Glocke von Krusemark
Alfred Pohlmann zitiert im Jahre 1901 Sophie von Sichart mit der Sage „Die Glocke von Krusemark“. Das Gedicht schildert den Raub der Kirchenglocke aus der Kirche zu Krusemark während eines Gottesdienstes. Als die Diebe fast das Dorf erreicht hatten, blieb das Gefährt, gezogen von 40 Pferden stecken. Es kam ein Bauer aus Wendemark mit zwei kleinen Pferden vorbei und erbot sich die Kirchenglocke zu ziehen. Die Diebe spotteten seiner: „Die Glocke kannst du gewinnen, bringst du sie mit den Mähren von hinnen“. Er sprach ein Gebet und seine kleine Pferde schafften die Glocke zurück auf den Kirchhof.

## Verkehr
Es verkehren Linienbusse und Rufbusse von stendalbus.